# رولانت فرایسلر
رولانت فرایسلر (به آلمانی: Roland Freisler) (۳۰ اکتبر ۱۸۹۳ – ۳ فوریه ۱۹۴۵) حقوقدان آلمانی و از ۲۰ اوت سال ۱۹۴۲ تا ۳ فوریه سال ۱۹۴۵ رئیس و قاضی دادگاه خلق در رایش سوم بود.

## اوایل زندگی
وی در ۳۰ اکتبر ۱۸۹۳ در سله در امپراتوری آلمان زاده شد. فرزند یک مهندس و آموزگار به نام یولیوس فرایسلر بود. یک برادر کوچک‌تر به نام ازوالد داشت. سال ۱۹۱۴ وارد مدرسه حقوق شد تا آن که جنگ جهانی اول تحصیل وی را متوقف کرد.

## جنگ جهانی اول
وی در همان سال شروع جنگ جهانی اول در ارتش کاسل ثبت نام کرد. در ۱۹۱۵ ستوان شد و به دلیل رشادت‌هایش مدال صلیب آهنین درجه یک و دو به وی اعطا شد. در اکتبر ۱۹۱۵ در جبهه شرقی زخمی شد و به دست نیروهای روس اسیر شد.
فرایسلر در روسیه زبان روسی را فراگرفت و به مارکسیسم علاقه‌مند شد. پس از انقلاب روسیه مقامات بلشویک تصمیم گرفتند از وی به عنوان کمیسار (آن طور که در اسناد بازپس گرفته‌شده از جنگ گفته شده) در اردوگاه اسیران جنگی استفاده کنند. این امکان وجود دارد که پس از تخلیه اردوگاه اسرای آلمانی و خروج روسیه از جنگ جهانی اول، فرایسلر برای گاردهای سرخ کار کرده باشد هرچند هیچ مدرکی برای اثبات این مدعا وجود ندارد. گرچه خود وی نیز بعدها هرگونه همکاری با دشمنان آلمان نازی را تکذیب کرد، اما همواره شایعاتی در آلمان مبنی بر همکاری وی با به عنوان کمیسار با سرخ‌ها وجود داشته‌است.

## فعالیت‌های پس از جنگ
وی در ۱۹۱۹ به آلمان بازگشت و تحصیلات خود را در رشته حقوق در دانشگاه ینا ادامه داد و در ۱۹۲۲ مدرک دکترای خود را گرفت. در ژوئیه ۱۹۲۵ به حزب نازی پیوست و برای دفاع از متهمان نازی در دادگاه‌ها حاضر می‌شد. وی پس از مدتی نماینده رایشستاگ شد. در ۱۹۲۸ ازدواج کرد که حاصل این ازدواج دو پسر بود.

## فعالیت در آلمان نازی

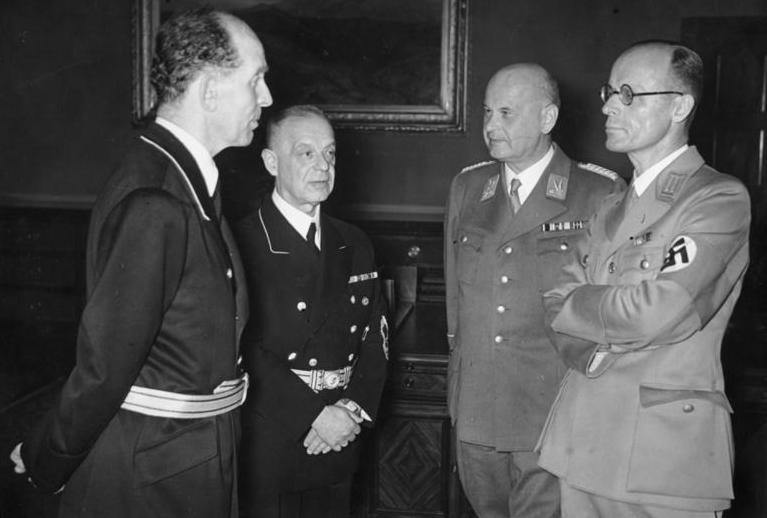
از چپ به راست:فرایسلر، فرانتس اشلگل‌برگر، اتو گئورگ تیراک و کورت روتنبرگر

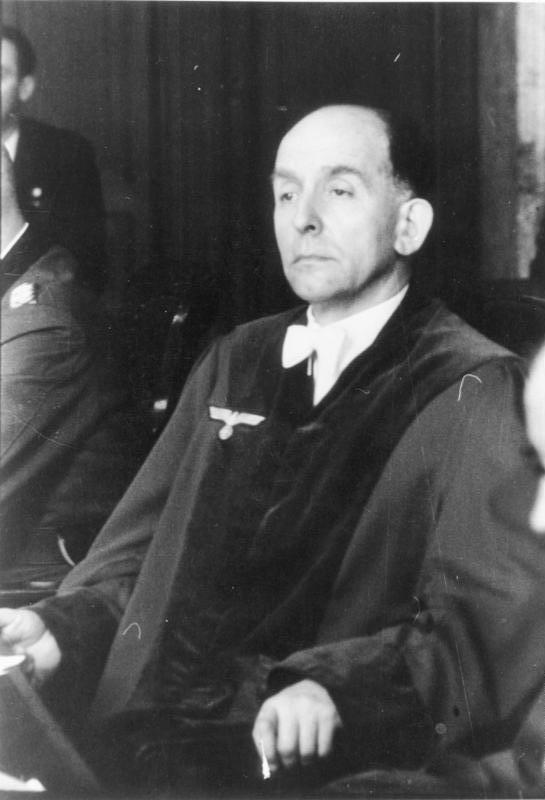
فرایسلر در ۱۹۴۴

وی در فوریه ۱۹۳۳ رئیس وزارت دادگستری پروس شد و از ۱۹۳۴ تا ۱۹۴۲ در وزارت دادگستری آلمان نازی مشغول به کار بود.
سلطه وی به متون حقوقی، زیرکی ذهنی وی، مهارت کلامی وی در دادگاه‌های نمایشی و نیروی کلامی وی همراه با گرایش مشتاقانه وی به ناسیونال سوسیالیسم، او را تبدیل به مخوف‌ترین قاضی در آلمان نازی کرده بود. با وجود این توانایی‌ها و وفاداری وی، آدولف هیتلر هیچ‌گاه او را به یک مقام بالاتر از سیستم حقوقی کشور منصوب نکرد. این عدم انتصاب ممکن است بخشی به خاطر این واقعیت باشد که فرایسلر در میان مقامات نازی پشتیبانی کمی داشت و هم‌چنین بخشی به خاطر این واقعیت که برادر وی ازوالد فرایسلر که خود نازی بود، در دادگاه‌های نمایشی آن‌ها به عنوان وکیل مدافع متهم نقش بازی می‌کرد و حتی در برخی موارد موفق به نجات متهم شده بود و یوزف گوبلس در ۱۹۳۷ اعلام کرد که پیشوا وی را اخراج کرده‌است.
فرایسلر به عنوان یک ایدئولوژیست متعهد نازی، از مهارت‌های حقوقی خود استفاده می‌کرد تا تئوری‌های خود را با قوانین وفق دهد. به عنوان مثال وی رابطه جنسی میان آریایی‌ها و افرادی که نازی‌ها آنان را افراد با نژاد پست می‌نامیدند، 'خیانت ملی' می‌خواند.

## کنفرانس وانزه
وی در ۲۰ ژانویه ۱۹۴۲ به نمایندگی از فرانتس اشلگل‌برگر وزیر دادگستری، در کنفرانس وانزه شرکت کرد. هدف از برگزاری این کنفرانس، اطمینان از همکاری میان دپارتمان‌های مختلف دولتی در اجرای فرمان راه حل نهایی بود.

## ریاست دادگاه خلق

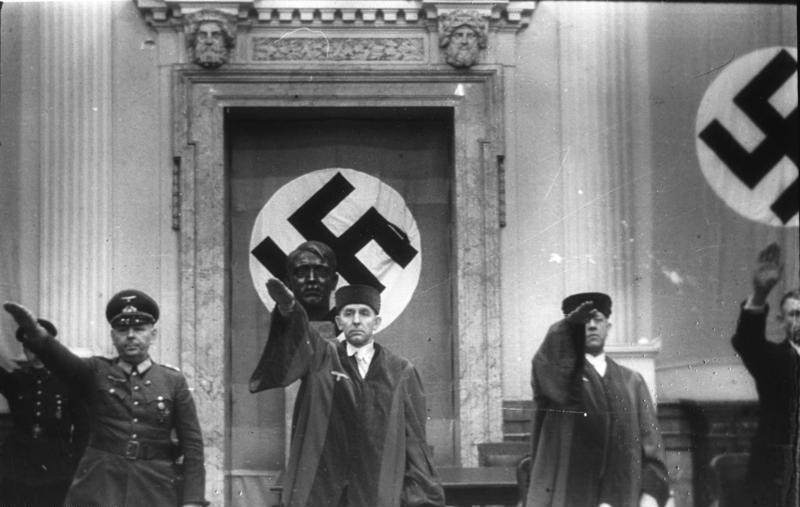
از چب به راست:هرمان رینکه، رولانت فریسلر و ارنست لاوتز

در ۲۰ اوت ۱۹۴۲ هیتلر، اتو گئورگ تیراک رئیس دادگاه خلق را به سمت وزیر دادگستری آلمان نازی منصوب و فرایسلر را رئیس جدید دادگاه خلق کرد. این دادگاه صلاحیت رسیدگی به طیف گسترده‌ای از جرایم سیاسی از جمله بازار سیاه، کاهش سرعت کار و حتی اعتراف به شکست (در جنگ) را داشت. تمامی این فعالیت‌ها از نظر فرایسلر تضعیف قابلیت دفاعی خوانده می‌شد و مجازات‌های سختی (در بیشتر موارد اعدام) را در پی داشت.
وی همواره با لباس قرمزنارنجی قضات در صندلی ریاست دادگاه می‌نشست و سردیس بزرگی از سر آدولف هیتلر بر روی پایه بلندی در پشت صندلی وی قرار داشت. وی در مقام ریاست دادگاه خلق، هم‌زمان به عنوان قاضی، دادستان و هیئت داوران نقش ایفا می‌کرد.
در زمان ریاست وی بر دادگاه خلق، شمار اعدام‌ها افزایش چشمگیری یافت. پیش از وی تقریباً ۹۰ درصد از افرادی که حکم اعدام یا حبس ابد دریافت می‌کردند، بعداً در مجازات آن‌ها تخفیف قائل می‌شدند. اما میان سال‌های ۱۹۴۲ تا ۱۹۴۵ بیش از ۵٬۰۰۰ حکم اعدام صادر شد.
وی در آن زمان به دلیل رفتارهای متعصبانه، داد و فریاد کشیدن بر سر متهمان از روی صندلی و تسلط بر هنر اجرای دادگاه‌های نمایشی، به بدنامی شهره شد. گاهی وی را با آندره ویشینسکی، دادستان مشهور دادگاه‌های دوران پاکسازی بزرگ روسیه در سال ۱۹۳۸ مقایسه می‌کنند.
در ۱۹۴۳ فرایسلر برای چندین تن از اعضای گروه مقاومت رز سفید حکم اعدام با گیوتین صادر کرد.
در اوت ۱۹۴۴ شمار زیادی از شرکت‌کنندگان در کودتای ۲۰ ژوئیه برای محاکمه به دادگاه خلق به ریاست فرایسلر برده شدند. جلسات محاکمات آن‌ها با دوربین ضبط و در سینماها به نمایش درمی‌آمد. وی در این جلسات مرتباً از روی صندلی به متهمان ناسزا می‌گفت، سر آنان فریاد می‌کشید و آنان را از نظر روانی بازی می‌داد. تقریباً تمامی متهمان به اعدام محکوم شدند و حکم آن‌ها در کم‌تر از دو ساعت پس از صدور، اجرا شد.

## مرگ
وی در صبح ۳ فوریه ۱۹۴۵ در دادگاه خلق مشغول به کار بود که جنگنده‌های نیروی هوایی ارتش ایالات متحده آمریکا شروع به بمباران برلین و حمله به دفاتر دولتی و حزبی، از جمله دفتر صدارت اعظمی رایش، قرارگاه‌های گشتاپو و دادگاه خلق کردند. وی با شنیدن صدای آژیر دستور لغو جلسه و انتقال زندانیان به پناهگاه را داد، اما خود اندکی صبر کرد تا پرونده‌ها را جمع‌آوری کند. در ساعت ۱۱:۰۸ بمبی به ساختمان دادگاه برخورد کرد که باعث فروریختن بخشی از ساختمان دادگاه شد و فرایسلر در زیر آوار کشته شد. جنازه وی در حالی یافت شد که هنوز پرونده‌ها در دستانش بود.
فرایسلر در مقبره خانوادگی همسرش در قبرستان والدفریدهوف دالم در برلین دفن شد. نام او بر روی سنگ قبر نوشته نشده است.